# João Correia Rebelo
João de Oliveira Correia Rebelo (Ponta Delgada, 18 de Julho de 1923 — Montreal, 2 de Fevereiro de 2006) foi um arquitecto modernista, formado pela Escola de Belas Artes de Lisboa, que se destacou pela introdução nos Açores dos modernos cânones arquitectónicos na década de 1960. Foi filho do pintor Domingos Rebelo.

## Biografia
Nasceu na freguesia de São Sebastião da cidade de Ponta Delgada, filho de Maria Josefina de Oliveira Correia e do pintor e artista plástico Domingos Maria Xavier Rebelo.
Pela Resolução n.º 4/2007/A, de 1 de Março, a Assembleia Legislativa dos Açores recomendou a classificação da sua obra.

## Projectos e obras
- Estalagem da Serreta